# Destinos (película)
Destinos es una película muda en blanco y negro argentina estrenada el 2 de octubre de 1929 dirigida por Edmo Cominetti y protagonizada por Felipe Farah, Eva Bettoni y Carlos Dux, este último fue a su vez guionista de la cinta.

## Sinopsis
Destinos gira en torno a equívocos risueños en el ambiente estudiantil. Comienza como una historia sobre el comportamiento de unos estudiantes en una casa de huéspedes, donde se presentan asuntos de amor y fiestas que se están investigando. Luego, hay cambios bruscos de tono, de cómico a dramático, cuando los chicos tienen que enfrentarse a la realidad de la vida cotidiana en la búsqueda de sus objetivos. Hacia el final la trama se complica, con un incestuoso matrimonio que se demuestra más adelante que no lo es; el protagonista finalmente puede ir con el amor del otro, ya que no hay relación de sangre. La película termina con algunas escenas cómicas.
El filme tuvo locaciones en partes centrales de Buenos Aires como así también la famosa Calle Corrientes. Destino cerró el periodo del cine mudo en Argentina.
El filme se reestrenó el 27 de abril de 1931, de manera sincronizada (fue repuesta con sonido) en el Selecto Corrientes. El sonido VITAPHONE con el que se volvió a estrenar, incluía música y ruidos.

## Recepción
El filme recibió en sí numerosas críticas positivas, aunque revistas de la época como Atlántida resaltaron algunos puntos negativos al decir:

"La única falla de este film está en su argumento, nada novedoso y diluido en episodios innecesarios que le quitan unidad dramática, y que por momentos la hacen pesada".

## Elenco
- Felipe Farah como Carlos.
- Eva Bettoni como Inés.
- Carlos Dux.
- Juan Siches de Alarcón.
- Antonio Ber Ciani.
- Julio Bunge
- Lucy Cortés.
- Hilda Alsina.
- J. de Emerici.[3]